# Cornish, Utah
Cornish är en ort i Cache County i delstaten Utah, USA.